# Rineloricaria anhaguapitan
Rineloricaria anhaguapitan är en fiskart som beskrevs av Miriam S. Ghazzi 2008. Rineloricaria anhaguapitan ingår i släktet Rineloricaria och familjen Loricariidae. Inga underarter finns listade i Catalogue of Life.